# Abdel-Kader Zaaf
Abdel-Kader Zaaf (Chitouane, 28 januari 1917 – Algiers, 22 september 1986) was een Algerijns wielrenner die wereldfaam vergaarde in de Ronde van Frankrijk van 1950, toen Algerije overigens nog een onderdeel van Frankrijk was.

## Carrière
Zaaf reed vanaf 1948 voor de Franse wielerploeg Terrot. Hij nam in opdracht van de ploeg onder meer deel aan de Ronde van Algerije, Ronde van Marokko en de Tour de l'Ouest. Daarnaast werd hij ook regelmatig geselecteerd voor internationale wedstrijden. Zaaf was ploeggenoot van twee toekomstige Tourwinnaars: in 1953 en 1954 van Charly Gaul (winnaar van 1958) en in het laatste jaar van Federico Bahamontes (winnaar van 1959).

### Ronde van Frankrijk
Tussen 1930 en 1962 verschenen er geen merkenploegen, maar wel landenploegen aan de start van de Ronde van Frankrijk. In 1948 nam Zaaf een eerste keer deel en dit voor de regionale ploeg Sud-Est met onder meer Bernard Gauthier. Tussen 1950-1952 maakte hij deel uit van de ploeg Afrique du Nord, bestaande uit Algerijnse en Marokkaanse wielrenners. 

#### Ronde van Frankrijk 1950
In de dertiende etappe, van Perpignan naar Nîmes, op donderdag 27 juli moesten de renners niet alleen vechten tegen de kilometers en elkaar, maar ook tegen een verstikkende hitte van 40 graden Celsius. Abdelkader Zaaf ging samen met zijn landgenoot Marcel Molines op 200 kilometer voor de meet in de aanval.
Volgens de legende stopte Zaaf vanwege de grote hitte en de riante voorsprong om een fles wijn aan te nemen en zijn dorst te stillen. Een tweede fles zou zijn gevolgd. Hij stapte daarna weer op zijn fiets en dronken vervolgde, al zigzaggend, zijn weg, waarna hij afstapte om onder een boom zijn roes uit te slapen. Zaaf zelf vertelde in 1982 dat een toeschouwer hem een drinkfles met iets wat leek op pure alcohol hebben gegeven. Zaaf werd wakker gemaakt door Tour-volgers en vervolgde zijn weg, maar wel in de verkeerde richting. Het peloton zou hij echter niet tegenkomen, want nadat hij voor een tweede keer was afgestapt, werd hij voor de zekerheid naar een ziekenhuis gebracht. Molines won de etappe, maar Zaaf had zijn wereldfaam als wielrenner verworven. De legende wil dat hij de volgende dag uit het ziekenhuis ontsnapte, zich aansloot bij het peloton aan de start, maar door de tourleiding uit de koers werd gehaald.
Na de Tour werd hij uitgenodigd voor tientallen criteriums in West-Europa. In 1951 zou hij de Ronde overigens wel uitrijden; hij eindigde als 66e en laatste.

### Na het wielrennen
Nadat hij zijn profcarrière had beëindigd, werd niets meer van hem vernomen. Totdat hij op 27 januari 1982 plotseling in Parijs opdook, omdat hij daar een oogoperatie moest ondergaan. Hij heeft toen zijn versie van het verhaal verteld. Ondanks zijn ontnuchterend relaas bleef de legende overeind.

## Resultaten in voornaamste wedstrijden
| Jaar | Ronde van Italië | Ronde van Frankrijk | Ronde van Spanje |
| ---- | ---------------- | ------------------- | ---------------- |
| 1948 |                  | opgave              |                  |
| 1950 |                  | opgave              |                  |
| 1951 |                  | 66e (laatste)       |                  |
| 1952 |                  | opgave              |                  |

## Ploegen
- 1948-Volta
- 1949-Bernard-Dunlop
- 1949-Duralca
- 1950-Terrot-Wolber
- 1950-Feru
- 1950-Allegro
- 1951-Terrot-Wolber
- 1952-Terrot-Hutchinson
- 1953-Terrot-Hutchinson
- 1954-Terrot-Hutchinson
- 1955-Terrot-Hutchinson